# Armando
Armando – piąta płyta amerykańskiego piosenkarza Pitbulla. Została wydana 2 listopada 2010. Jej producentem jest sam raper, Dj Buddha i Robert Fernandez. Krążek był promowany przez piosenkę Bon, Bon nagraną z udziałem zespołu Yolanda Be Cool.

## Lista utworów
1. "Armando" (Intro) (The Agents featuring Papayo) - 0:43
2. "Maldito Alcohol" - 3:21
3. "Esta Noche" (DJ Antoine vs. Mad Mark and Clubzound Mix) - 3:02
4. "Mujeres" - 3:06
5. "Bon, Bon" (featuring Yolanda Be Cool) - 3:35
6. "Guantanamera" - 3:25
7. "Tu Cuerpo" (featuring Jencarlos) - 4:04
8. "Vida 23" (featuring Nayer) - 3:20
9. "Amorosa" (featuring MC Marcinho & Papayo) - 3:32
10. "Watagatapitusberry" (featuring Sensato, Black Point, Lil Jon & El Cata) - 3:57
11. "Orgullo" - 3:17
12. "Preguntale" - 3:05

## Notowanie
| Lista (2010)                | Najwyższa pozycja |
| --------------------------- | ----------------- |
| US Billboard 200            | 65                |
| US Billboard Latin Albums   | 2                 |
| US Billboard Rap Albums     | 6                 |
| US Billboard Digital Albums | 24                |